# لاور، نیوجرسی
لاور (به انگلیسی: Lower Township) شهری در ایالت نیوجرسی کشور ایالات متحده آمریکا است که جمعیت آن در سرشماری سال ۲۰۱۰ میلادی، ۲۲٬۸۶۶ نفر بوده‌است.